# Вилхелм II (Катценелнбоген)
Вижте пояснителната страница за други личности с името Вилхелм II.
Вилхелм II фон Катценелнбоген (на немски: Wilhelm II von Katzenelnbogen; * 1315; † пр. 23 октомври 1385) е от 1332 до 1385 г. управляващ граф на старата линия на Графство Катценелнбоген.

## Биография
Той е син на граф Вилхелм I фон Катценелнбоген († 18 ноември 1331) и Аделхайд фон Валдек († 1 септември 1329), дъщеря на граф граф Ото I фон Валдек († 1305) и София фон Хесен († 1331/1340).
Вилхелм II се жени през 1339 г. за графиня Йохана фон Мьомпелгард от Бургундия († 1347 / 1349), дъщеря на граф Рено от Монбеляр († 1321). Тя е два пъти вдовица, на граф Улрих III фон Пфирт († 1324) и на маркграф Рудолф Хесо фон Баден († 1335). Бракът е бездетен.
Вилхелм II се сгодява на 22 юли 1355 г. и малко след това се жени за Елизабет фон Ханау (1330 – 1384), дъщеря на Улрих III фон Ханау, който му преписва частта си на замък Таненберг (една шеста). Освен това той получава нейната зестра от 4000 пфунд хелер или 400 пфунд гюлте село Шаафхайм в Ханау. Бракът е бездетен.
След смъртта му Вилхелм II е погребан във фамилната гробница в манастир Ебербах. Брат му Еберхард V ръководи до смъртта си през 1402 г. графската фамилия от старата линия Катценелнбоген.
Чрез женитбата на сестра му Анна фон Катценелнбоген за далечния ѝ братовчед Йохан IV фон Катценелнбоген (младата линия) през 1383 г. двата клона на фамилията отново се обединяват през 1402 г.